# Helena Persson (museichef)
Helena Persson, född 1961, är chef för Norrköpings konstmuseum. Mellan 2001 och 2005 var hon chef för Göteborgs konsthall innan hon 2005 tillträdde tjänsten som museichef i Norrköping.